# Філ Ютці

Філ (Піль) Ютці (нім. Phil (Piel) Jutzi, 22 липня 1896, Альтлайнінген — 1 травня 1946, Нойштадт) — німецький режисер, сценарист, кінооператор.

## Біографія
Філіп Ютці народився 22 липня 1896 року в Альтлайнінгені під Грюнштадтом, Пфальц. Будучи художником-самоуком, з 1916 року працював оформлювачем в майстерні кінореклами. Освоївши кінокамеру, виконав ряд кінозйомок. Приблизно в цей же час став називати себе «Філом». На початку 1920-х років змінив своє ім'я на Піль Ютці, поки в 1931 році не програв процес проти актора Гарі Піля, який подав до суду через збіг імен.
З 1919 року Ютці працював кінооператором, а потім кінорежисером і сценаристом на студії «Інтернаціоналі Фільм-Індустрі ГмбХ» в Гейдельберзі. Зняв ряд детективів і вестернів. На фільмі «Сірий собака» він уперше працював зі своїм шуряком Голмсом Цімерманом, який пізніше був виконавцем головних ролей у фільмах «За хліб насущний» і «Подорож матінки Краузен за щастям».
На початку 1920-х років Ютці налагодив контакти з «Міжнародною робочою допомогою» в Берліні. Він переїхав з Гейдельберга до Берліна і спочатку працював кінооператором, знімаючи актуальні події, у тому числі Каппський заколот. Після заснування фірми пролетарського кіно «Прометеус» Ютці поступив до неї на роботу. Почавши свою кар'єру з простих розважальних фільмів, він став важливою фігурою пролетарсько-реалістичного кіно 1920-х років.
У 1926 році «Прометеус» приступила до постановки ігрових фільмів. Ютці був режисером одного з перших таких фільмів — «Кладд і Дач, невдахи». У тому ж році він зайнявся виготовленням німецьких прокатних варіантів радянських фільмів, у тому числі «Броненосець Потьомкін» Сергія Ейзенштейна, «Абрек Заур» Бориса Міхіна, «Блакитний експрес» Трауберга і «Транспорт вогню» О. Іванова. В 1928 році він був також співробітником двох радянсько-німецьких постановок студій «Межрабпом» і «Прометеус».
У тому ж році за сценарієм Лео Ланіа він зняв напівдокументальний ігровий фільм «За хліб насущний» («Голод у Вальденбурзі») з Голмсом Цімерманом і непрофесійними виконавцями. У цьому фільмі, сильно порізаному цензурою, Ютці показав страхітливу убогість гірників Вальденбурга (нині Валбжих).
У 1929 році в короткий термін і з невеликим бюджетом Ютці поставив «Подорож матінки Краузен за щастям» — «за розповідями Генріха Цілле зі слів його друга Отто Нагеля». Цей фільм став найбільшим художнім і комерційним успіхом студії «Прометеус» і вважається класикою пролетарського кіно 1920-х років. З початку 1928 до кінця 1929 року Ютці був членом Комуністичної партії Німеччини.
У 1930 році Ютці так і не зміг реалізувати проект екранізації роману Анни Зегерс «Повстання рибалок» з Астою Нільсен.
У 1931 році він екранізував роман Альфреда Дебліна «Берлін — Александерплац» з Генріхом Ґеорге в ролі Франца Біберкопфа. На цьому фільмі закінчилася продуктивна фаза його творчості.
З приходом до влади націонал-соціалістів в 1933 році фільми «За хліб насущний» і «Подорож матінки Краузен за щастям» були заборонені цензурою. У березні 1933 року Ютці вступив в НСДАП.
Він зайнявся випуском короткометражних ігрових фільмів і зняв низку легких комедій і детективів. У деякі з них йому вдалося ввести сатиричні акценти. У 1934 році у Відні він зняв повнометражний ігровий фільм «Провокатор Азеф», історію російського подвійного агента. У 1935 році поставив в Австрії шпигунський фільм «Козак і соловей», який спочатку був заборонений німецькою цензурою. У наступні роки знімав тільки короткометражки. З 1937 по 1938 рік працював оператором дослідного телебачення.
З 1942 року внаслідок погіршення здоров'я Ютці вже не міг працювати. Після війни він покинув Берлін і переїхав до Нойштадта, де він помер 1 травня 1946 року.